# Castelnau-de-Lévis
 Castelnau-de-Lévis  es una población y comuna francesa, ubicada en la región de Mediodía-Pirineos, departamento de Tarn, en el distrito de Albi y cantón de Albi-Nord-Ouest.

## Demografía
| 571 | 686 | 946 | 1145 | 1308 | 1403 |
| Para los censos de 1962 a 1999 la población legal corresponde a la población sin duplicidades (Fuente: INSEE [Consultar]) |     |     |      |      |      |